# تکواندو در المپیک تابستانی ۱۹۹۲
تکواندو در بازی‌های المپیک تابستانی ۱۹۹۲ نام رویداد ورزش تکواندو در بازی‌های المپیک تابستانی بود که در سال ۱۹۹۲ برگزار شد.